# رآکتور تولیدکننده آب سبک

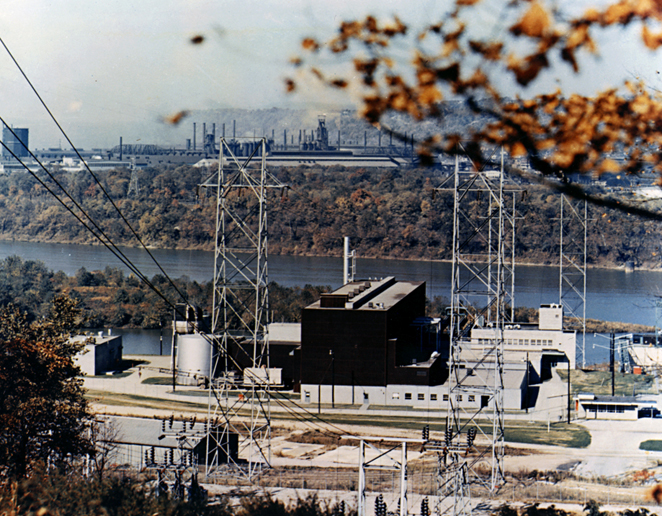
نیروگاه شیپینگپورت

راکتور تولیدکننده از نوع آب سبک (به انگلیسی: Light Water Breeder Reactor) یا راکتورهای LWBR، یکی از انواع رآکتور هسته‌ای از نوع راکتورهای بریدری است که به منظور استفاده در نیروگاه‌های هسته‌ای کاربرد دارد که از انرژی هسته‌ای استفاده می‌کند.
سوخت این راکتورها مخلوطیست از دی اکسید توریوم (ThO2) و ترکیب UC2 با ایزوتوپ اورانیوم-۲۳۳.
یک نمونه از این رآکتورها در سال ۱۹۷۷ در نیروگاه شیپینگپورت پنسیلوانیا ساخته گردید.

## جستارهای مربوطه
- راکتور آبی سبک